# Albatros (patrouilleur)
Pour les articles homonymes, voir Albatros.
L’Albatros (P681) est un ancien patrouilleur de la marine française. Il s'agit d'un ancien chalutier congélateur de pêche hauturière de la Société navale caennaise inscrit au quartier maritime du Havre. Mis sur cale le 15 avril 1966, il a été lancé le 12 décembre suivant, sous le nom de Névé. 

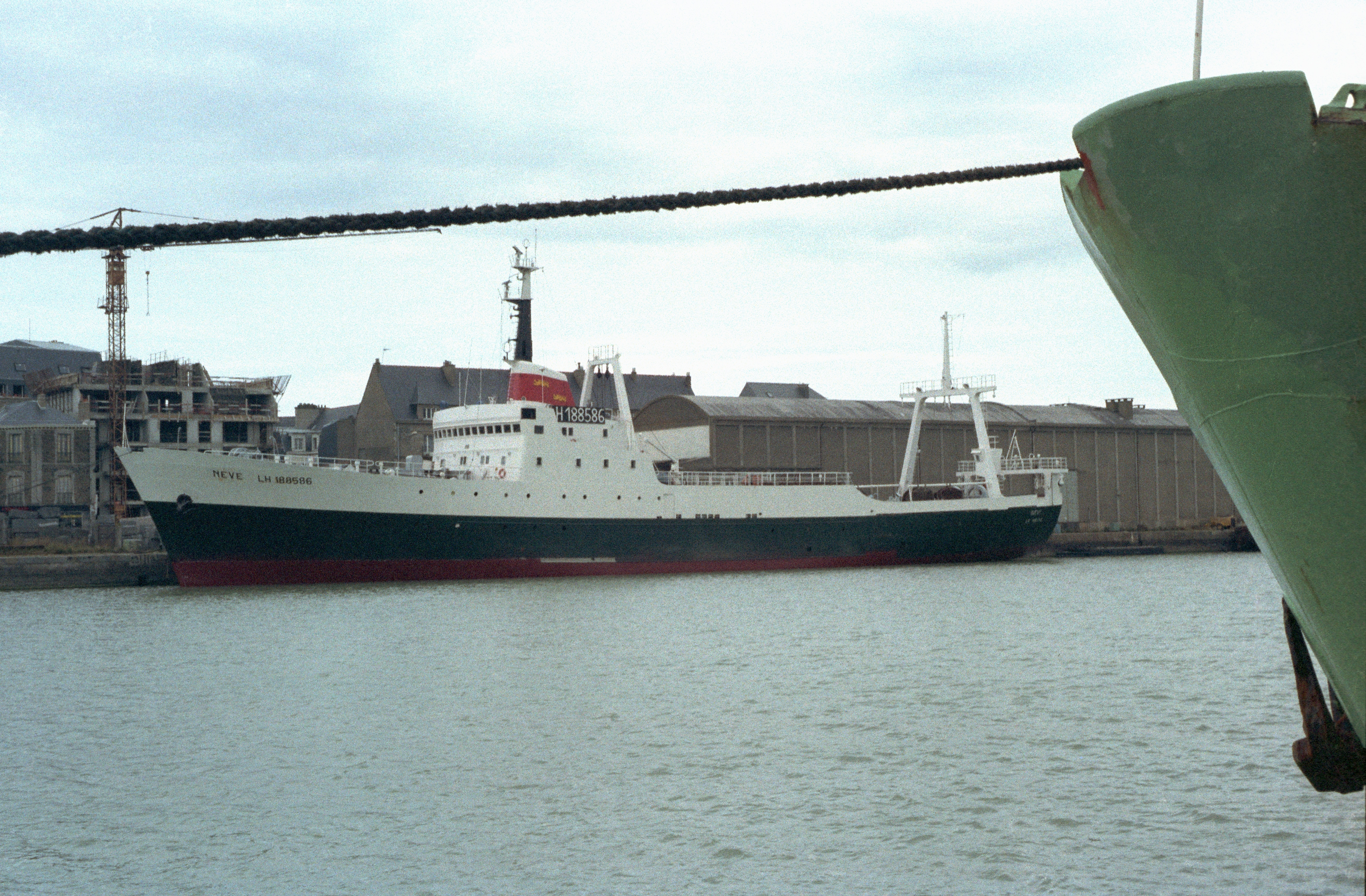
Le Névé en 1981, avant son rachat.

Acheté par la Marine nationale en 1983, il est transformé en patrouilleur austral et admis au service en 1984. Il a pour mission de surveiller les Terres australes et antarctiques françaises (TAAF). Il a été désarmé en 2015 et a été remplacé par un navire logistique polaire (PLV, Polar Logistic Vessel), L'Astrolabe, en 2017.
Amarré au port militaire de Brest pour son désarmement en 2015, il a subi un nettoyage afin d'être préparé à son démantèlement. Il a rejoint le proche cimetière de Landévennec en septembre 2016, dans l'attente de son démantèlement. A l'automne 2023, il est notifié dans un marché que son démantèlement sera effectué en Gironde à Bassens, par un groupement d'entreprise mené par Vinci. Il est remorqué vers l'estuaire de la Gironde début septembre 2024.

## Missions
Ses missions spécifiques consistaient à :
- affirmer la souveraineté française aux TAAF ;
- assurer la surveillance des pêches dans leurs ZEE ;
- contribuer au soutien logistique des bases scientifiques.

## Activité opérationnelle

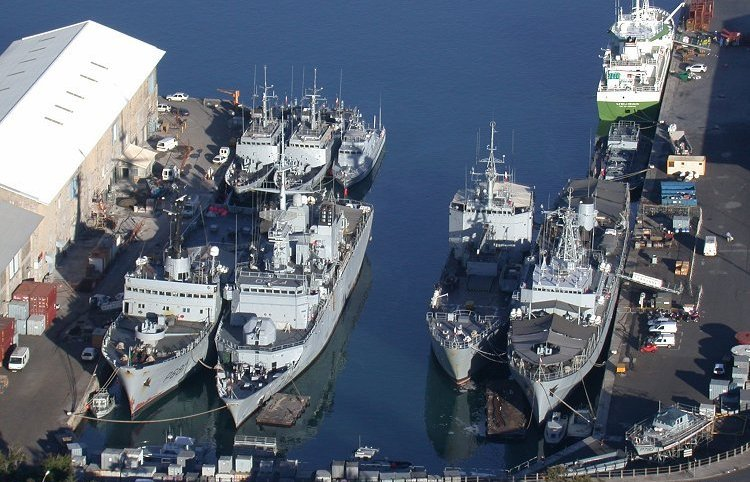
L’Albatros (tout à gauche), au port de la Pointe des Galets en 2002.

Basé au port de la Pointe des Galets, le principal port de l'île de La Réunion, un département d'outre-mer français dans le sud-ouest de l'océan Indien, il porte le numéro de coque P681 et est parrainé par la ville de Saint-Denis. 
Le 9 octobre 1986, il coule le chalutier contrebandier Southern Raider après un tir au but au large de Saint Paul.
En 2014, il est prévu qu’il soit désarmé en juillet 2015. Le 19 mai 2015, il quitte La Réunion pour être désarmé à Brest. Au cours de son dernier semestre d'activité, deux marins ont été portés disparus en mer à quelques mois d'intervalle (l'un en mars 2015 dans l'océan Indien, l'autre en juin 2015 dans l'Atlantique lors de l'ultime voyage du navire vers Brest), résultant très probablement selon l'enquête d'action « volontaire »,.